# Asplenium biafranum
Asplenium biafranum là một loài dương xỉ trong họ Aspleniaceae. Loài này được Alston & Ballard mô tả khoa học đầu tiên.
Danh pháp khoa học của loài này chưa được làm sáng tỏ. 